# 2006-os Australian Open
A 2006-os Australian Open az év első Grand Slam-tornája, az Australian Open 94. kiadása volt. Január 16. és január 29. között rendezték meg Melbourne-ben.
A férfiaknál Roger Federer lett a bajnok, miután a döntőbén legyőzte az első Grand Slam-döntőjét játszó Márkosz Pagdatíszt. A nők döntőjében Amélie Mauresmo és Justine Henin-Hardenne találkozott, a mérkőzés Mauresmo győzelmével ért véget, aki pályafutása során először nyert Grand Slam-tornát.

## Döntők

### Férfi egyes
Roger Federer –  Márkosz Pagdatísz, 5–7, 7–5, 6–0, 6–2

### Női egyes
Amélie Mauresmo  –  Justine Henin-Hardenne, 6–1, 2–0 feladta

### Férfi páros
Bob Bryan /  Mike Bryan –  Martin Damm /  Lijendar Pedzs, 4–6, 6–3, 6–4

### Női páros
Jen Ce /  Cseng Csie –  Samantha Stosur /  Lisa Raymond, 2–6, 7–6(7), 6–3

### Vegyes páros
Mahes Bhúpati /  Martina Hingis –  Jelena Lihovceva /  Daniel Nestor, 6–3, 6–3

### Juniorok

#### Fiú egyéni
Alexandre Sidorenko –  Nick Lindahl, 6–3, 7–6(4)

#### Lány egyéni
Anasztaszija Pavljucsenkova –  Caroline Wozniacki, 1–6, 6–2, 6–3

#### Fiú páros
Błażej Koniusz /  Grzegorz Panfil –  Kellen Damico /  Nathaniel Schnugg, 7–6(5), 6–3

#### Lány páros
Sharon Fichman /  Anasztaszija Pavljucsenkova –  Alizé Cornet /  Corinna Dentoni, 6–2, 6–2